# Баракальдо
Баракальдо (баск. Barakaldo (офіційна назва), ісп. Baracaldo) — муніципалітет в Іспанії, у складі автономної спільноти Країна Басків, у провінції Біская. Населення — 98 460 осіб (2009).
Муніципалітет розташований на відстані близько 330 км на північ від Мадрида, 6 км на північний захід від Більбао.
На території муніципалітету розташовані такі населені пункти: (дані про населення за 2009 рік)
- Ель-Регато: 391 особа
- Баракальдо (Сан-Вісенте-де-Баракальдо): 98069 осіб

## Демографія
Динаміка населення (INE ):

## Уродженці
- Хонас Ромальйо (*1993) — ангольський футболіст, захисник.

- Хасінто Кінкосес (*1905 — †1997) — відомий у минулому іспанський футболіст, захисник, фланговий півзахисник, згодом — футбольний тренер.

## Галерея зображень

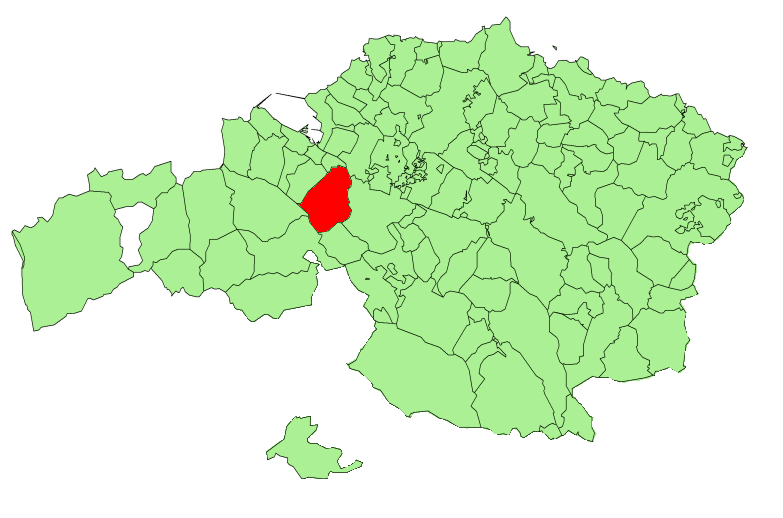
Розташування муніципалітету
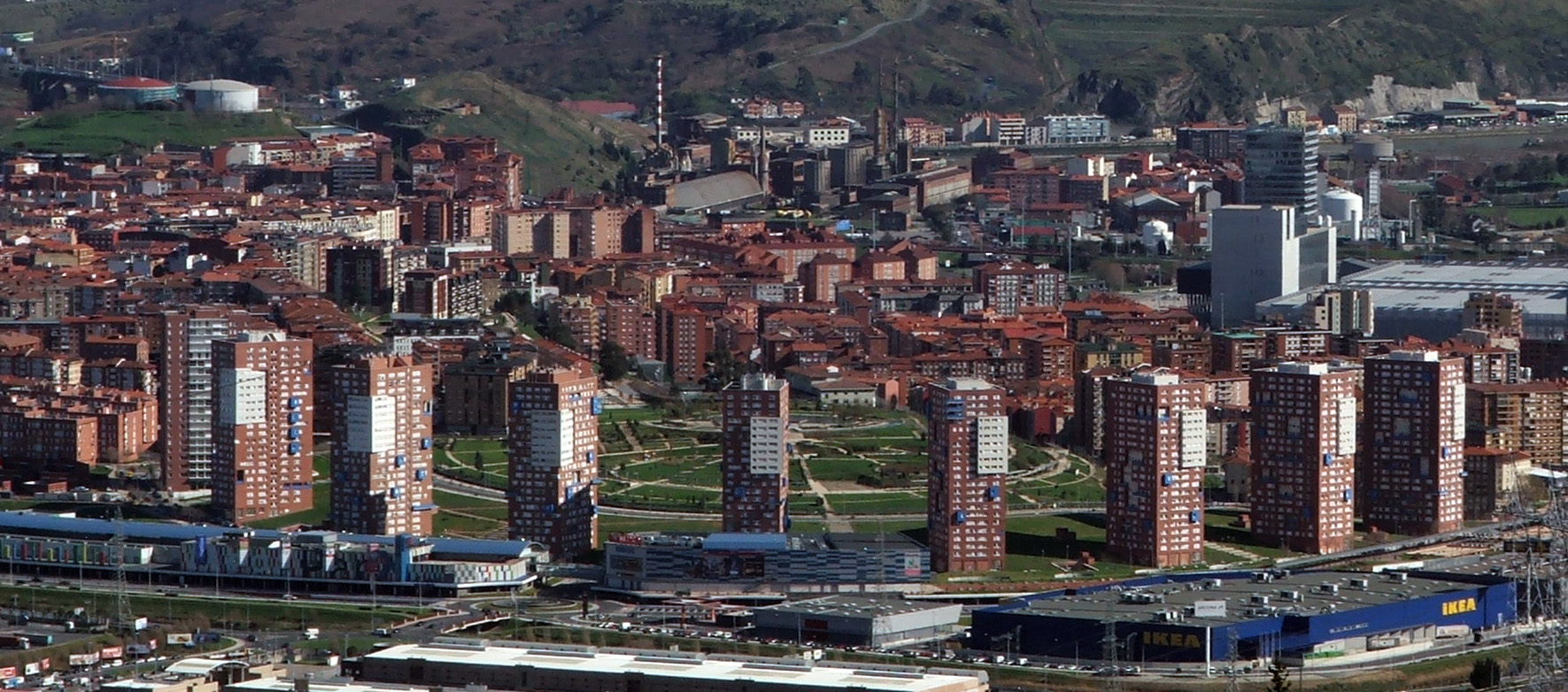
Панорама міста
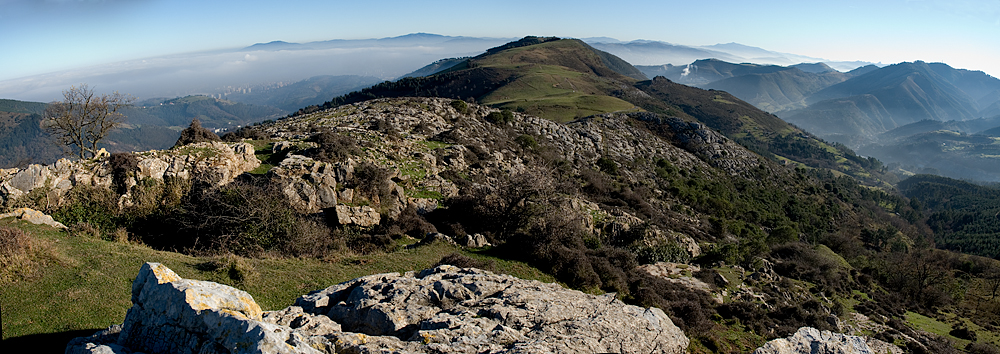
Гора Сасібуру